# Negociações de paz entre Israel e Palestina 2010–2011

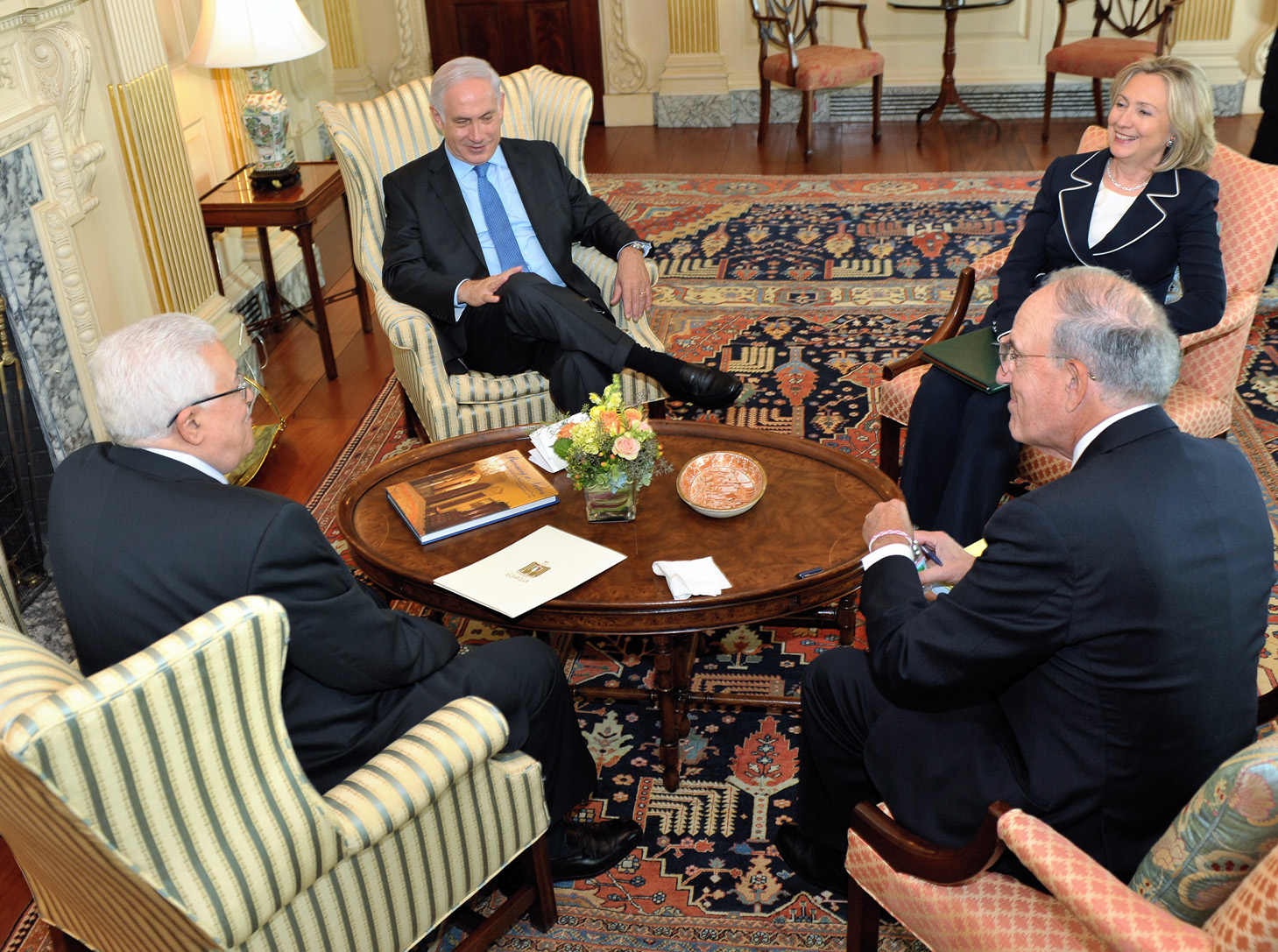
Benjamin Netanyahu, Mahmoud Abbas, George J. Mitchell e Hillary Clinton no início das conversações diretas em 2 de setembro de 2010.

As negociações diretas entre Israel e a Autoridade Nacional Palestina tiveram lugar ao longo de 2010, como parte do processo de paz, entre o Presidente dos Estados Unidos, Barack Obama, o Primeiro-Ministro israelense, Benjamin Netanyahu, e o Presidente da Autoridade Palestina, Mahmoud Abbas. O objetivo final das negociações diretas é alcançar um "estatuto final" oficial para o conflito entre Israel e a Palestina através da implementação de uma solução de dois estados, com Israel permanecendo um estado judeu, e o estabelecimento de um estado para o Povo palestino.
No início de 2010, Benjamin Netanyahu impôs uma moratória de dez meses à construção de colonatos na Cisjordânia como um gesto para a Autoridade Palestina, depois de anteriormente ter declarado publicamente o seu apoio a um futuro Estado da Palestina, mas insistiu que os palestinos precisariam de fazer gestos recíprocos próprios. A Autoridade Palestina rejeitou o gesto como insuficiente. Nove meses depois, as negociações diretas entre Israel e a AP foram reiniciadas, após quase dois anos de impasse.
No início de Setembro, uma coligação de 13 fações palestinas iniciou uma campanha de ataques contra civis israelenses, incluindo uma série de tiroteios e ataques com foguetes contra cidades israelenses, numa tentativa de inviabilizar e torpedear as negociações em curso.
As conversações diretas foram interrompidas no final de Setembro de 2010, quando expirou uma moratória parcial israelense sobre a construção de colônias na Cisjordânia e Netanyahu recusou-se a prolongar o congelamento a menos que a Autoridade Palestina reconhecesse Israel como um Estado Judeu, enquanto a liderança palestiniana se recusou a continuar a negociar a menos que Israel prorrogasse a moratória. A proposta foi rejeitada pela liderança palestina, que afirmou que o tema do Estado Judaico não tem nada a ver com o congelamento das construções. A decisão de Netanyahu sobre o congelamento foi criticada por países europeus e pelos Estados Unidos.